# Viola Soto Guzmán
Viola Soto Guzmán (22 de julio de 1921 - 3 de septiembre de 2016) fue una educadora chilena, ganadora del premio Nacional de Educación en 1991.
Se graduó de Profesora de Historia y Geografía en el Instituto Pedagógico de la Universidad de Chile.
En 1990 asumió como Vicerrectora Académica de la Universidad Metropolitana de Ciencias de la Educación. También estuvo a cargo del Programa de Postgrado y Postítulo de esta institución entre 1995 y 1999. Allí además recibió la distinción de Profesora Emérita (1997) de la UMCE y el Doctorado Honoris Causa (2006).